# عملات ألفية ليف إريكسون
عملات ألفية ليف إريكسون التذكارية هي سلسلة من العملات المعدنية أصدرتها الولايات المتحدة وجمهورية آيسلندا وسكتها دار سك الأمريكية في عام 2000 للاحتفال بألفية اكتشاف ليف إريكسون للأمريكتين. تم التبرع بعشرة دولارات من كل عملة مباعة من هذه السلسلة لمؤسسة ليف إريكسون وهي مؤسسة تعاونية بين جامعة فيرجينيا وبنك أيسلندا الوطني، لتمويل تبادل طلاب الدراسات العليا بين البلدين.
سكت العملة بموجب القانون العام 106-126 الذي وافق عليه مجلس النواب في 16 نوفمبر 1999 ومجلس الشيوخ في 19 نوفمبر، ووقع عليه الرئيس بيل كلينتون في 6 ديسمبر.

## عملة الولايات المتحدة
إحدى عملتي السلسلة كانت عملة 1 دولار فضي، على وجه العملة صورة ليف إريكسون صممها جون ميركانتي وعلى الظهر سفينة إريكسون التي صممها تي جيمس فيريل. أصدرت 500,000 قطعة دولار فضي منها 28,150 قطعة غير متداولة و58,612 قطعة خاصة سكت كلها دار سك العملة في فيلادلفيا.

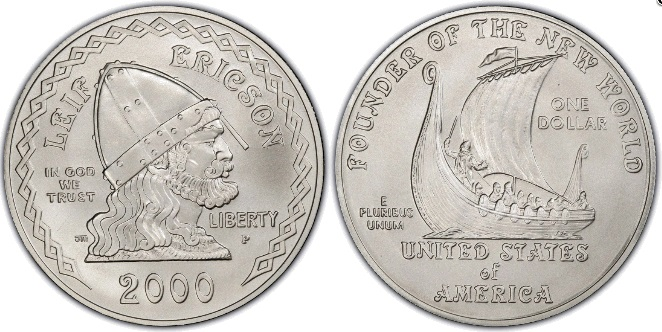
دولار ليف إريكسون

## عملة آيسلندا
العملة الأخرى هي عملة 1000 كرونة آيسلندية والتي تكوينها هو نفس تكوين الدولار الفضي. على الوجه تمثال ليف إريكسون لالكسندر ستيرلينغ كالدر وعلى الظهر نسر وتنين وثور وعملاق من شعار أيسلندا. صمم وجه وظهر العملة ثرستور ماجنوسون. أصدرت منها 150,000 قطعة نقدية منها 15.947 عملة غير متداولة سكت كلها دار سك العملة في فيلادلفيا.

على العملة عبارات LEIFUR EIRÍKSSON SONUR ÍSLANDS / 1000 / 2000 / FUNDUR NORÐUR-AMERÍKU ( ليف إريكسون، ابن أيسلندا، مؤسس أمريكا الشمالية).

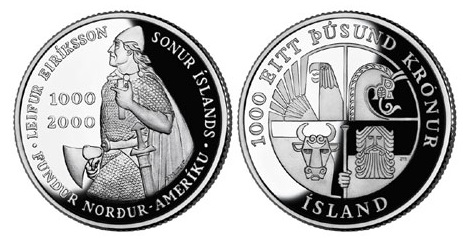
عملة 1000 كرونة ليف إريكسون